# Passiflora laurifolia
Passiflora laurifolia es una especie de planta perteneciente a la familia Passifloraceae.

## Descripción
El fruto es mediano, de forma ovalada, por lo general el color de la piel es naranja y blanco; la pulpa es verde y jugosa. Tiene sabor excelente, sin la acidez de la maracuyá. Casi siempre se multiplica por semillas, pero se puede propagar por esquejes.  Los frutos se consumen frescos o son utilizados en bebidas. Es originaria de las regiones tropicales de América . Es una planta invasora en las regiones tropicales y se ha extendido a muchas otras partes del mundo.

## Ecología
La planta es el alimento de las larvas de Philaethria dido.

## Taxonomía
Passiflora laurifolia fue descrita por Carlos Linneo y publicado en Species Plantarum 2: 956. 1753.
Etimología
Ver: Passiflora
laurifolia: epíteto latíno que significa "con las hojas del laurel" 
Sinonimia
- - Granadilla laurifolia(L.) Medic., Malvenfam.: 97. 1787.
  - Passiflora laurifolia var. tinifolia Boiss., Pl. Alimeret. 2: 357. 1928.
  - Passiflora oblongifolia Dulle, Enum. pl. Surinam: 321, tab. 14, fig. 3. 1906.
  - Passiflora tinifolia Juss., Ann. Mus. Hist. Nat. 6: 113, tab. 41, fig. 2. 1805.[2]